# Palleville
Palleville település Franciaországban, Tarn megyében. Lakosainak száma 447 fő (2022. január 1.). Palleville Revel, Blan, Garrevaques és Poudis községekkel határos.

## Népesség
A település népességének változása:
| Lakosok száma | 455  | 450  | 492  | 435  | 429  | 433  | 440  | 444  | 447  |
|               | 2013 | 2015 | 2016 | 2017 | 2018 | 2019 | 2020 | 2021 | 2022 |